# Znachor
Pour plus de détails, voir Fiche technique et Distribution.
Znachor (Le Rebouteux) est un drame réalisé par Jerzy Hoffman, sorti le 12 avril 1982 sur les écrans polonais. 
Il s'agit de la deuxième adaptation cinématographique du roman Znachor de Tadeusz Dołęga-Mostowicz, après une première adaptation (Le Rebouteux) en 1937, et avant une troisième adaptation intitulée Le Remède à l'oubli diffusée sur Netflix en 2023.

## Synopsis
Un chirurgien cardiaque renommé apprend que sa femme le quitte le jour de leur anniversaire de mariage et qu'elle prend leur fille avec elle. 
Ivre, il se fait voler et frapper. En conséquence, il perd la mémoire. 
Devenu vagabond, il se lie d'amitié avec Marysia, une vendeuse dans un petit magasin. Il fait l'objet de reproches importants, à cause de sa pratique illégale de la médecine.
Son procès pour vol d'outils de chirurgie à la suite de l'opération qu'il pratique sur Marysia après un accident est l'occasion de révélations. 

## Distribution
- Jerzy Bińczycki - Rafał Wilczur
- Anna Dymna - Maria Jolanta Wilczur
- Tomasz Stockinger (pl) - Leszek Czyński
- Bernard Ładysz - le meunier Prokop
- Igor Śmiałowski - le comte Czyński, père de Leszek
- Piotr Fronczewski - le professeur Dobraniecki
- Jerzy Trela - Samuel Obiedziński